# Filipa Melo
Filipa Melo (Cuíto (Angola), 1972) is een Portugese schrijfster, literair criticus en journaliste. Zij schrijft vooral literaire kritieken voor de Portugese tijdschriften Senado en Ler. Verder geeft ze schrijfcursussen. Sinds 2017 geeft Melo een Portugese postdoctorale cursus Fictieschrijven aan de Universidade Lusófona in Lissabon. Melo werkt onder meer aan een biografie van Fado-zangeres Amália Rodrigues.
Melo begon in 1990 als journalist. Ze was werkzaam bij een aantal  verschillende publicaties, zoals Visão, Expresso, Grande Reportagem, Ler, Público en O Independente. Op televisie verscheen ze als journalist, criticus en redacteur. Daarnaast was ze lid van het bestuur van de Portugese Vereniging van Journalisten, Sindicato de Jornalistas. 
Melo debuteerde in 2001 met de roman Este é o meu corpo. Het boek werd ook uitgegeven in Spanje, Frankrijk, Italië, Polen, Kroatië, Brazilië en Slovenië. In 2015 publiceerde zij het reportageboek Os Últimos Marinheiros. In 2017 publiceerde ze het boek Dicionário Sentimental do Adultério - een sentimenteel woordenboek van overspel (Quetzal, non-fictie).